# Artabotrys porphyrifolius
Artabotrys porphyrifolius là loài thực vật có hoa thuộc họ Na. Loài này được Nurainas mô tả khoa học đầu tiên năm 2004.